# Akio Kashiwagi
Akio Kashiwagi (柏木昭男?, Kashiwagi Akio; Giappone, 1937-1938 circa – Fujikawaguchiko, 3 gennaio 1992) è stato un imprenditore e giocatore di baccarà giapponese.
Uomo d'affari assai noto nel Giappone della seconda metà del Novecento (anche grazie a pratiche al limite dell'illegale), perse buona parte della sua fortuna a causa della sua ossessione per il gioco del baccarà. Ormai finanziariamente rovinato, venne ucciso da ignoti nel 1992.

## Biografia

### Origini
Proveniente da una famiglia di umili origini, inizialmente lavorava come guida alpina presso il monte Fuji. Si specializzò fin da giovane nella compravendita di immobili e terre, accumulando nel corso degli anni grandi ricchezze. La sua compagnia, Kashiwagi Shoji & Co. con sede a Tokyo, era valutata un miliardo di dollari, e Kashiwagi stesso affermava di possedere un centinaio di milioni circa di liquidità.
Non molti dettagli degli affari imprenditoriali di Kashiwagi sono noti, complice anche la sua estrema riservatezza; nacquero quindi sospetti che collaborasse con la yakuza, e che quindi almeno una parte dei suoi guadagni fossero fondi illeciti. Era inoltre noto per usare tattiche di mercato sleali: spesso chi aveva debiti con lui non riusciva a contattarlo a ridosso della scadenza del pagamento a causa della sua irreperibilità, fornendogli così l'opportunità di richiedere il pignoramento delle proprietà dei debitori e quindi arricchirsi ulteriormente. In un'occasione ottenne anche l'abbattimento di un asilo in uso per la costruzione di un nuovo complesso residenziale, iniziativa che incrementò la sua già pessima fama.
Privatamente Kashiwagi si sposò con una ex-geisha di sei anni più anziana (alcuni la ritengono il suo principale contatto con il mondo del crimine giapponese), e assieme a lei ebbe tre figli. Secondo le loro testimonianze, il padre aveva una personalità sgradevole, tanto da interrompere i rapporti col primogenito; il suo stile di vita era lussuoso ma non opulento, preferendo evitare abbigliamenti e atteggiamenti vistosi. Possedeva inoltre una pregiata collezione di dipinti di Taikan Yokoyama, che occasionalmente prestava ai musei giapponesi. Era un forte fumatore e amava il whiskey, ma dopo che gli fu diagnosticato il diabete dovette rinunciarvi, ripiegando sul tradizionale tè verde nipponico.

### Giocatore di baccarà

#### Prima giocata al Trump Plaza
Col tempo Kashiwagi, accanito giocatore di baccarà, sviluppò una vera e propria ossessione verso il gioco, arrivando a sperimentarne prolungate sessioni plurigiornaliere e puntando anche milioni di dollari per ogni singola giocata, partendo da un minimo di 100-200 000. Così come le sue perdite (6 milioni di dollari persi al Mirage Casino di Las Vegas) anche le sue vincite erano sproporzionate e rinomate (22 milioni di dollari vinti al Diamond Beach Casino in Australia, che per questo quasi fallì); per queste sue "imprese" divenne presto famoso nel mondo del gioco d'azzardo, venendo soprannominato "il Guerriero" per la sua tenacia e "la Balena" per la sua appartenenza al ristretto gruppo di scommettitori ultraricchi.
All'inizio del 1990 l'allora imprenditore Donald Trump si recò a Tokyo per sponsorizzare l'incontro di pugilato tra Mike Tyson e Buster Douglas, quando ad una festa notò la presenza di Kashiwagi. Conoscendone la fama di giocatore di baccarà, lo invitò al proprio casinò di Atlantic City per farsi pubblicità, sperando segretamente anche di rimpinguare le proprie finanze con le enormi cifre che il giapponese poteva eventualmente perdere al gioco. I consiglieri finanziari di Trump, conoscendo la fama e le capacità di Kashiwagi, avevano cercato di dissuaderlo dall'iniziativa, ma invano.
Giunto in febbraio al Trump Plaza Casino, Kashiwagi cominciò a giocare come suo solito, accumulando presto un credito di 6 milioni di dollari. Quando dopo due giorni Kashiwagi terminò le puntate e tornò in Giappone, Trump non accettò la perdita e lo invitò nuovamente a giocare presso il suo casinò. Il magnate statunitense si era infatti consultato col matematico Jess Marcum per capire come recuperare i propri soldi, e Marcum gli consigliò semplicemente di continuare a far giocare Kashiwagi, poiché statisticamente a baccarà più aumenta il numero delle giocate e più il banco sarà avvantaggiato.

#### Seconda giocata al Trump Plaza
Trump convinse quindi Kashiwagi a tornare al suo casinò. Nel maggio seguente l'imprenditore giapponese, dopo aver contratto un oneroso prestito a Singapore, tornò con a disposizione 12 milioni di dollari per le puntate: la strategia di Trump prevedeva di continuare a farlo giocare finché la cifra in suo possesso si fosse esaurita o raddoppiata. Inizialmente la fortuna sembrò essere dalla parte di Kashiwagi, dato che vinse altri 9 milioni di dollari.
Trump avrebbe quindi voluto interrompere la partita per non subire altre perdite, ma venne convinto da Marcum ad attendere. Dopo alcuni giorni infine Kashiwagi cominciò ad andare in perdita, e dopo una settimana aveva perso, oltre alle cifre guadagnate, altri 10 milioni di dollari della base iniziale. Trump a questo punto decise di interrompere la sessione di gioco, accontentandosi di aver guadagnato 4 milioni di dollari e facendo mandar via il furioso Kashiwagi. Il rapporto tra lui e Donald Trump non si ricompose più, e il futuro presidente degli Stati Uniti minacciò di fargli causa fino alla sua morte poiché uscendo dal Trump Plaza Kashiwagi era riuscito a sottrarre una quantità di fiches valevole 500 000 dollari.
Ad oggi Akio Kashiwagi, proprio a causa di queste sue alterne fortune, detiene il record della più grande vincita ottenuta e contemporaneamente anche della più grande perdita in denaro subita che sia nota a baccarà.

### Rovina finanziaria e omicidio
La sconfitta al Trump Plaza fu devastante per le prestazioni di Kashiwagi: recatosi in Europa per continuare a giocare e rifarsi delle perdite, andò invece incontro a sconfitte sempre più gravi, che lo portarono ad avere un passivo di più di 15 milioni di dollari e quindi sull'orlo della bancarotta. Il contemporaneo crollo della bolla speculativa giapponese fece inoltre perdere enormemente di valore la sua azienda, bruciando così la maggior parte del suo patrimonio.
Ormai rovinato, si ritirò a vivere nella città di Fujikawaguchiko nella villetta di sua proprietà, il Castello Kashiwagi, sperando così di evitare ulteriori attenzioni indesiderate. Tuttavia nella notte tra il 2 e il 3 gennaio 1992 venne raggiunto da ignoti e ucciso; la furia degli assassini fu brutale, tanto che sul corpo di Kashiwagi vennero rinvenuti segni compatibili con 150 coltellate, probabilmente inferte con una katana. Non c'erano segni di effrazione, segno che Kashiwagi probabilmente conosceva chi l'aveva ucciso e l'aveva fatto entrare. L'omicidio venne scoperto la mattina successiva dalla moglie, che il giorno precedente era stata assente perché andata a trovare i parenti, salvandosi quindi dall'aggressione.
I colpevoli dell'uccisione di Akio Kashiwagi non sono mai stati trovati, né sono chiari i motivi dell'omicidio. Vennero arrestati un conoscente, Kodo Saiki, un piccolo criminale locale con cui era in cattivi rapporti, e l'infermiera Emi Miyashita, accusata di essere sua complice, ma i due furono infine scagionati. Le ipotesi principali riguardano i supposti legami dell'imprenditore con la yakuza e i debiti multimilionari (circa 19 milioni di dollari) che aveva contratto con numerosi creditori, fra cui molti dei casinò in cui aveva perso cifre elevate che non aveva potuto ripagare (fra cui almeno 4 milioni ancora dovuti al Trump Plaza).